# Panne des numéros d'urgence en France
Il y a eu plusieurs pannes des numéros d'urgence en France, la plus importante étant survenue le mercredi 2 juin 2021 rendant très difficile l'accès aux numéros d'urgence et causant indirectement cinq décès.

## Chronologie
Le 2 juin 2021, les numéros abrégés du 15 (Samu), 17 (police), 18 (pompiers) et 112 (numéro européen unique) n'ont plus été accessibles, ou très difficilement, pendant environ 7 heures à la suite d'un dysfonctionnement constaté chez l'opérateur Orange.
Séquencement : 
- à partir de 16 h 30 dans la journée du 2 juin, difficultés constatées pour joindre les services d'urgence. Les services concernés constatent une chute soudaine des appels leur parvenant[2].
- à 18 h 47, une cellule de crise interministérielle est ouverte[1].
- à partir de 19 h, des numéros de substitution à dix chiffres sont diffusés sur les réseaux sociaux en remplacement des numéros abrégés[3].
- retour à une situation stable progressivement en milieu de journée le 3 juin.

Les difficultés techniques ont donc eu lieu pendant le pic d'activité des services d'urgence, entre 18 et 23 heures.
Le ministère de l'Intérieur a qualifié cet accident de « dysfonctionnement grave et inacceptable ».

## Conséquences
L'accident a causé indirectement 5 décès selon les analyses : un habitant du Morbihan, deux personnes à La Réunion, un garçon de 2 ans en Vendée, un homme de 77 ans en Haute-Saône et une patiente à Aix-en-Provence dans les Bouches-du-Rhône. Il s'agirait principalement de cas d'AVC.
Orange estime que « 8 appels sur 10 depuis un mobile ont pu aboutir et 9 sur 10 depuis une ligne fixe ». Il y a environ 150 000 appels par jour sur ces numéros d'urgence. À la suite de cet accident, le PDG d'Orange a exprimé des excuses au nom du groupe : « Le Groupe @orange présente ses plus vives excuses à celles et ceux qui ont été touchés ces dernières heures » .
Un audit est lancé par l'état pour analyser les causes racines de l'accident. L'opérateur est soumis à une obligation légale de résultat donc sa responsabilité peut être engagée. Outre le problème technique, l’état pointe l'absence d'un plan de secours qui aurait pu être appliqué pendant la crise.

## Analyses techniques
Les analyses techniques mettent en avant un problème lors de la maintenance des équipements informatiques. Les équipements informatiques effectuant la commutation entre les équipements gérant la voix sur IP et le réseau RTC ont été défaillants. La panne a touché 6 centres nationaux :  un à Reims, deux à Paris, un à Aubervilliers, et deux à Lyon. Ces 6 centres redondants devaient assurer la continuité de service mais ils ont tous été touchés.
Le modèle d’équipement concerné n'a pas initialement été dévoilé, Orange a simplement dit qu'il s'agissait d'un fournisseur de matériel européen.
Guillaume Poupard, directeur de l'ANSSI, estime « peu probable qu'il s'agisse d'une attaque » d'origine cyber-criminelle. Un rapport d'analyse détaillée est demandé à l'ANSSI.

## Enquêtes et rapports
Des enquêtes administratives et judiciaires ont été ouvertes les 3 et 4 juin 2021.
Le 11 juin 2021, Orange publie son rapport d’enquête interne. La panne logicielle est confirmée par l'opérateur, générée à la suite de la mise à jour d'un équipement de prestataire qu’Orange ne nomme pas, mais que le rapport de l’ANSSI désigne comme étant Italtel ,. Le rapport d’Orange affirme que 11 % des appels passés aux urgences ce soir là n'ont pas abouti, soit 11 800 appels.
L’assemblée nationale auditionne le PDG d'Orange le 16 juin 2021 devant la commission des affaires économiques pour plus d'information,.
L'ANSSI a été désigné par l'État pour réaliser un rapport technique. Il est attendu dans les 2 mois suivant l'accident. Il est rendu public le 19 juillet 2021,.
Le rapport de l’ANSSI retient :
- l’absence de cyberattaque à l’encontre de l’opérateur Orange ;
- l’absence de procédures de tests avant mise en production lors des manipulations de l’opérateur ;
- l’absence de prise en compte des incidents passés affectant les numéros d’urgence dans les procédures techniques de l’opérateur.
- la montée en puissance trop lente du dispositif de crise d’Orange eu égard à la criticité des numéros d’urgence ;
- l’absence d’un dispositif national dédié à ces numéros spécifiques ;
- l’incapacité d’Orange à jouer un rôle de conseil dans l’appréhension technique de la crise auprès des autorités publiques.

Le rapport de l’ANSSI recommande les mesures suivantes :
Adapter le cadre légal, contractuel et technique de la gestion des numéros : Clarifier et renforcer les obligations de service public qui s'imposent à l'acheminement des services d'urgence ; Établir une cartographie des réseaux de communication ; Mettre en œuvre chez les opérateurs un système de remontée d'alerte spécifique aux appels d'urgence ; Mettre en place une supervision technique spécifique aux appels d'urgence ; Réduire les délais de mise en œuvre d'une cellule de crise et d'information des autorités publiques ; Être capable de mettre en œuvre une structure de collaboration avec les opérateurs tiers en cas d'urgence ;
Se préparer à faire face de façon efficace et rapide à ce type de crise : Définir un plan d'action permettant d'augmenter la résilience du système ; Tirer parti des expériences internationales ; Réaliser des exercices de crise ; Prévoir dans le dispositif de gestion de crise une cellule technique d’anticipation ; Prévenir les citoyens en cas de crise sur les numéros d'urgence ; Développer les technologies complémentaires à la voix ;
Prévenir de nouvelles pannes analogues : Procéder de manière systématique à des tests sur la préproduction lors d'introduction de nouvelles méthodes ; S'assurer qu'aucune perturbation n'apparaît à la suite d'un changement de configuration avant de l'appliquer sur l'ensemble des équipements ; Définir un plan de reprise d'activité ; Tester le plan de reprise d'activité régulièrement ; S'assurer que les exploitants des call servers d'Orange reçoivent tous, de manière régulière des formations du constructeur ; S'assurer que le plan d'action d'Orange ira à son terme et prenne en compte les recommandations de la mission.

## Leçons à tirer
L'accident a mis en lumière la fragilité du système actuel et pousse les autorités à envisager la création de l'équivalent français du 911 américain, pour que le 112 devienne le numéro unique dédié aux appels d'urgence. Certains pays ont déjà adopté ce principe en Europe comme la Suède ou les Pays-Bas. Une semaine avant l'accident, un projet de loi avait été adopté dans ce sens à l'Assemblée nationale pour unifier et remplacer les 13 numéros existant actuellement.
La loi n° 2021-1520 du 25 novembre 2021 adopte par son article 46, pour une durée de deux ans, la mise en place d'une expérimentation visant à instituer un numéro unique d'appel d'urgence.
Son principe est défendu par les pompiers, mais les personnels de santé craignent une désorganisation de la chaîne hospitalière et un engorgement des urgences, et demandent plutôt la mise en place d’un numéro commun destiné uniquement au Samu et à la médecine de ville, pour toutes les demandes de santé urgentes,.
Pour autant la mise en place d'un tel numéro n'est pas sans risque car il existe des précédents de panne d'un numéro unique à l'échelle d'un pays entier.

## Précédents
Une panne similaire moins médiatisée avait déjà eu lieu le 14 mai 2018, impactant tous les numéros d'urgence . Des pannes au niveau régional ont déjà aussi eu lieu, par exemple en juin 2019 en Indre ou en octobre 2019 en région lyonnaise.